# Saint-Jacques-le-Majeur (Hunawihr)

Blick von Nordosten

Die Simultankirche Saint-Jacques-le-Majeur (St. Jakobus der Ältere) ist eine Wehrkirche aus dem 14. Jahrhundert, die über dem elsässischen Städtchen Hunawihr thront und dessen wichtigste Sehenswürdigkeit ist. Die Kirche wurde im Jahr 1929 als Monument historique klassifiziert. Sie wurde auf den Resten eines Vorgängerbaus aus dem 10. Jahrhundert errichtet.

## Geschichte
Die Gründung der Kirche bzw. des Vorgängerbaus soll auf die hl. Huna zurückgehen, die der Legende nach an einem Brunnen zu Füßen der Kirche die Wäsche der Kranken gewaschen hat. Ausgrabungen in den 1980er Jahren brachten im Chor und Mittelschiff Fundamente eines kleineren Gebäudes aus dem 11. Jahrhundert hervor sowie Reste eines romanischen Altars. Bei diesen Grabungen wurde auch die Vermutung bestätigt, dass der 1750 in Hunawihr verstorbene Pfarrer Michael Härter im Chor bestattet worden war.
Die urkundliche Ersterwähnung der Kirche und des Dorfes war im Jahre 1114 in einem Schutzbrief von Kaiser Heinrich V. an die Kirche von Saint-Diedolt (heute Saint-Dié-des-Vosges). Während des Mittelalters waren die Wallfahrten zum Grab der hl. Huna in der Kirche sehr gut besucht und trugen zum Reichtum des Dorfes bei. Ein Teil der nicht unerheblichen Einnahmen musste jedoch nach Saint-Diedolt abgeführt werden.
Am 15. April 1520 fand unter zahlreicher Anteilnahme der Bevölkerung (geschätzt: 20.000 Personen) und in Anwesenheit hoher Geistlichkeit die Heiligsprechung von Huna statt, in Verbindung mit einem päpstlichen vollkommenen Ablass, der der Kirchgemeinde eine erkleckliche Geldmenge zur notwendigen Reparatur der Kirche einbrachte.
Nach den Wirren des Dreißigjährigen Kriegs und der Französischen Revolution, unter denen auch Hunawihr und seine Kirche zu leiden hatten, kehrte Ruhe ein: Das Kirchturmdach wurde 1806 erneuert und erhielt seine hexagonale Form. Mitte der 1820er wurden die Ring- und Friedhofsmauern repariert und das heutige Zugangstor mit zwei eisernen Flügeln und die fünfstufige Treppe installiert. Mitte der 1850er wurde die Gipsdecke des Hauptschiffes erneuert und ein Großteil der Sandsteinfliesen der ganzen Kirche. Eine kleine Tür in der Südmauer wurde geschlossen, und die noch heute vorhandenen Bänke, Treppen und Türen wurden montiert.
Die jüngsten Erneuerungen fanden in den 1980er Jahren statt: 1985/86 Dach und Gebälk, 1987/88 Innenausstattung, Chor, Heizung, Sandsteinboden, Anstrich und Deckenmalereien. 1989/90 die Orgel.

## Lage
Die Kirche liegt im Südosten des Ortskerns auf einer Anhöhe und ist von einer Friedhofsmauer umgeben, die zu den schönsten ihrer Art im Elsass und den angrenzenden Gebieten gehört.
Außerhalb der Friedhofsmauer liegt der evangelische Friedhof. Die Kirche wird als Simultankirche benutzt, es finden Gottesdienste beiderlei Glaubens darin statt. Diesen Status hat die Kirche seit dem Ende des 17. Jahrhunderts.
Bevor man zur Ringmauer kommt, durchschreitet man nach einer kurzen Steintreppe, neben der auf der rechten Seite ein Totendenkmal steht, einen geraden Weg, zu dessen linker Seite der erwähnte evangelische Friedhof angelegt ist.

## Ringmauer
Die sechseckige Umfassungsmauer ist an jeder Ecke durch eine dreiviertelkreisförmige Bastion befestigt. Man betritt den Bereich von Norden durch ein Portal in der Mauer, das der Überrest eines Verteidigungsturms mit den Gleitbahnen eines Fallgatters und zwei Schießschächten ist. Aus dem 13. Jahrhundert stammend, ist dies vermutlich der älteste Teil der Anlage. Die Mauer umgibt die Kirche und den inneren, katholischen Friedhof. Im mittleren Teil des westlichen Mauerabschnittes verweisen Spuren auf einen früheren Haupteingang zum Kirchhof. Dieses Tor lag gegenüber dem heutigen Hauptportal der Kirche. Hinter der Mauer konnten die Bewohner bei drohenden Gefahren Schutz suchen. Die Mauer wurde im 16. Jahrhundert erneuert.

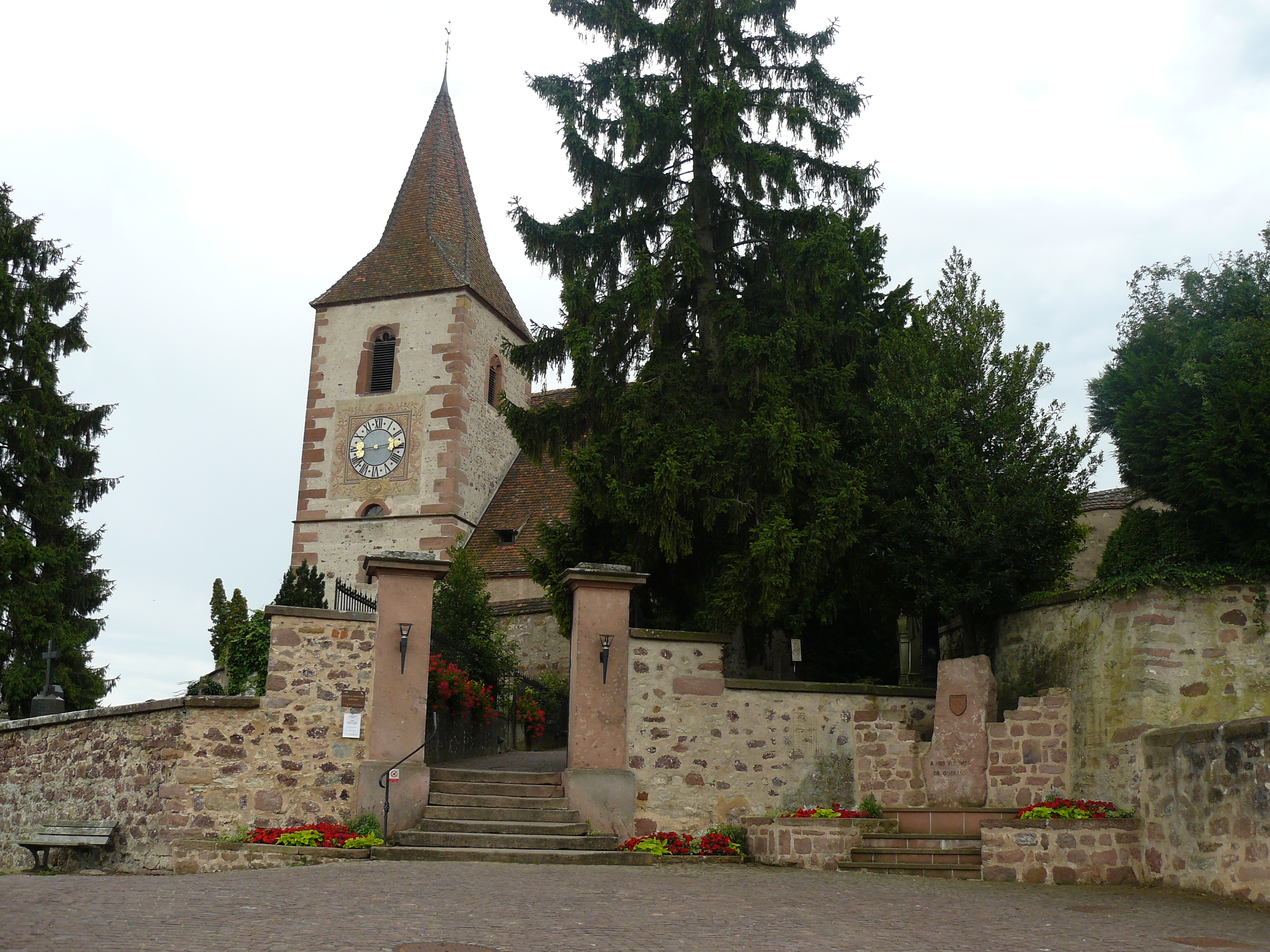
Nordseite mit Eingangstor
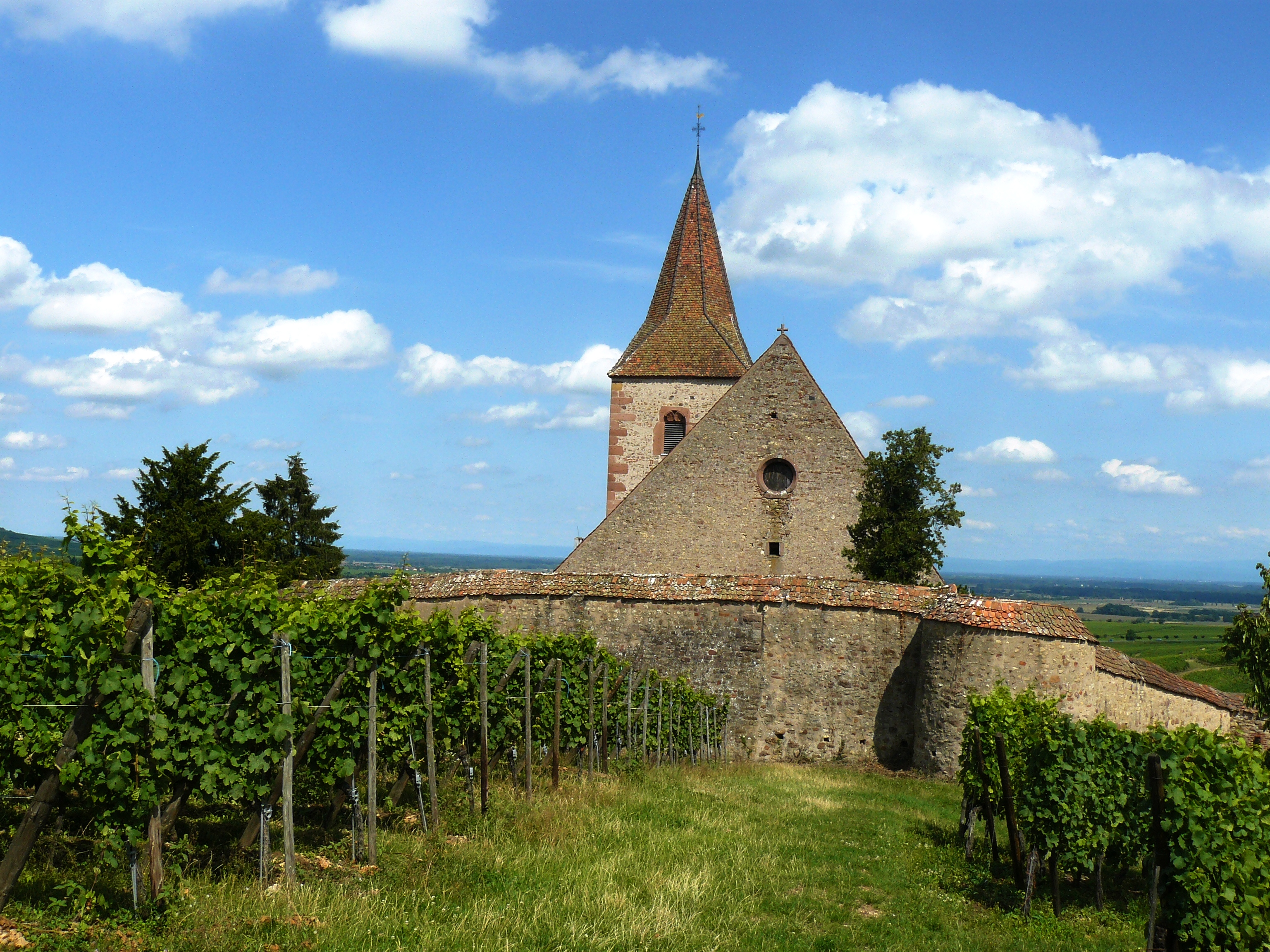
Westseite
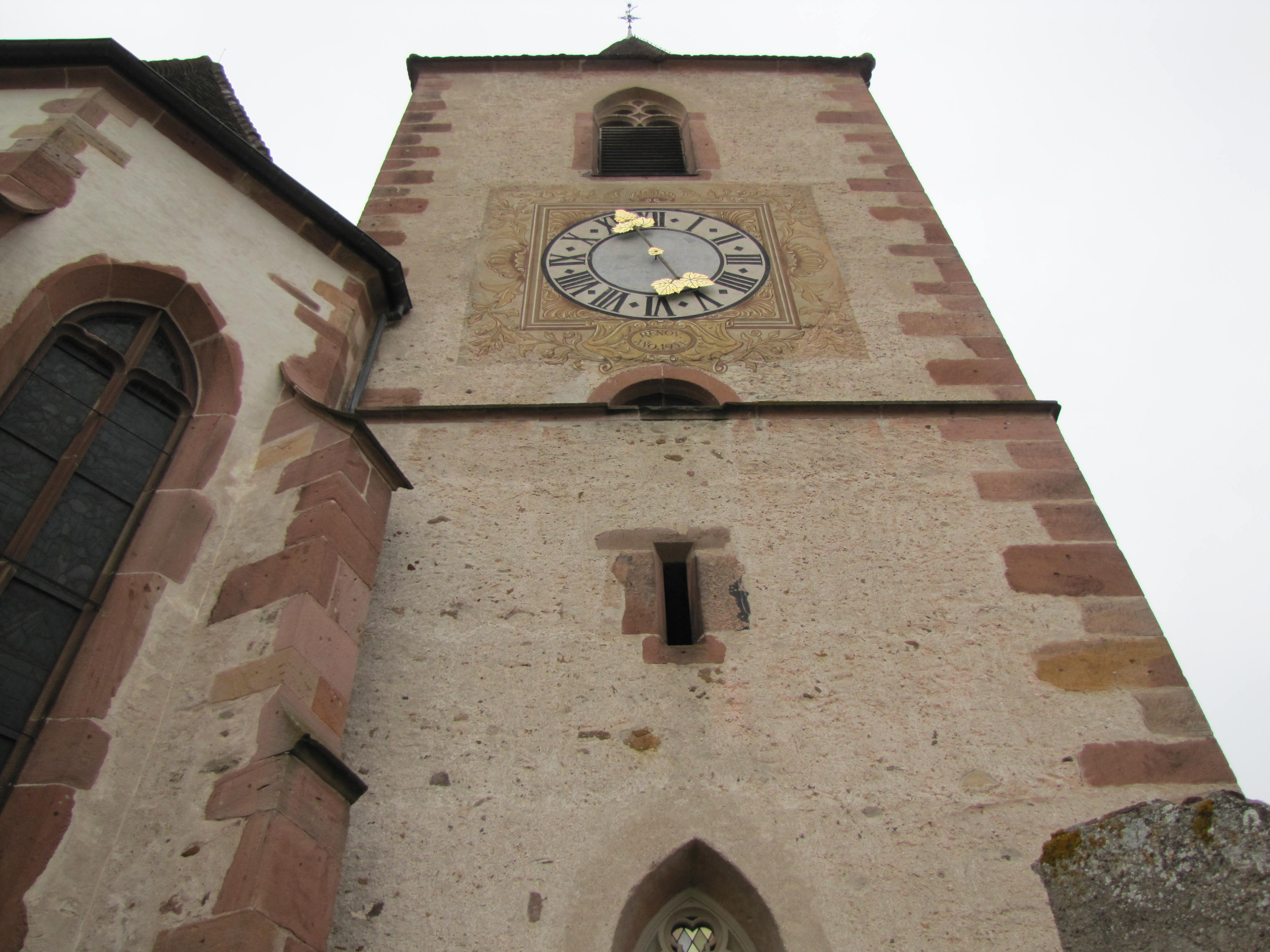
Blick auf die Ein-Zeiger-Turmuhr an der Ostseite des Turms

## Kirchturm
Der massive Kirchturm ist der älteste Teil der heutigen Kirche und stammt aus dem 14. Jahrhundert. Er hat zwei Geschosse und trägt an seiner Nord- und Ostseite eine Turmuhr mit jeweils nur einem Zeiger, einen mit Weintrauben verzierten Stundenzeiger.

## Das Innere
Man betritt die Kirche über ein Seitenportal des Schiffes an der Nordseite. Die Kirche war vermutlich als dreischiffige Wallfahrtskirche geplant, jedoch wegen der reformatorischen Wirren nicht zu Ende geführt. Zwei Pfeiler stehen im nördlichen Drittel des Hauptschiffes, während einer, der die Kanzel trägt, im südlichen Drittel steht.
Zwischen dem Haupt- und dem kleinen südlichen Seitenschiff steht die Kanzel, die in eine tragende Säule eingearbeitet ist, so dass der Prediger durch die Säule nach oben steigt. Die Ostwand des Seitenschiffes trägt ein Gemälde des Malers Charles Corty aus Rappoltsweiler (1757–1836). Es zeigt den Heiligen Jakobus den Älteren auf dem Weg zu seiner Hinrichtung durch das Schwert. Vor ihm kniet der Denunziant und bittet ihn um Verzeihung.

Kanzel-Säule
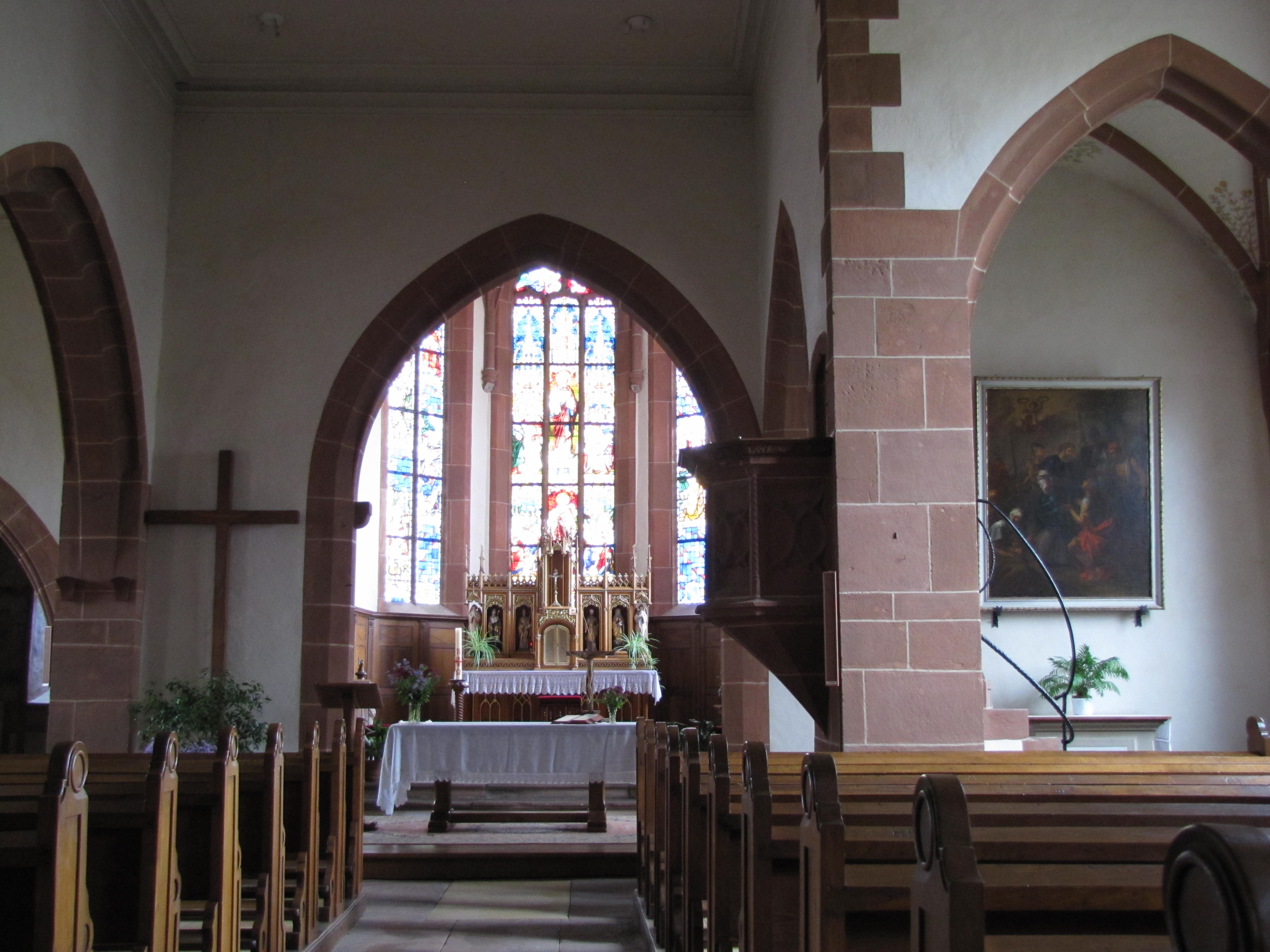
Blick in den Chor und das Seitenschiff
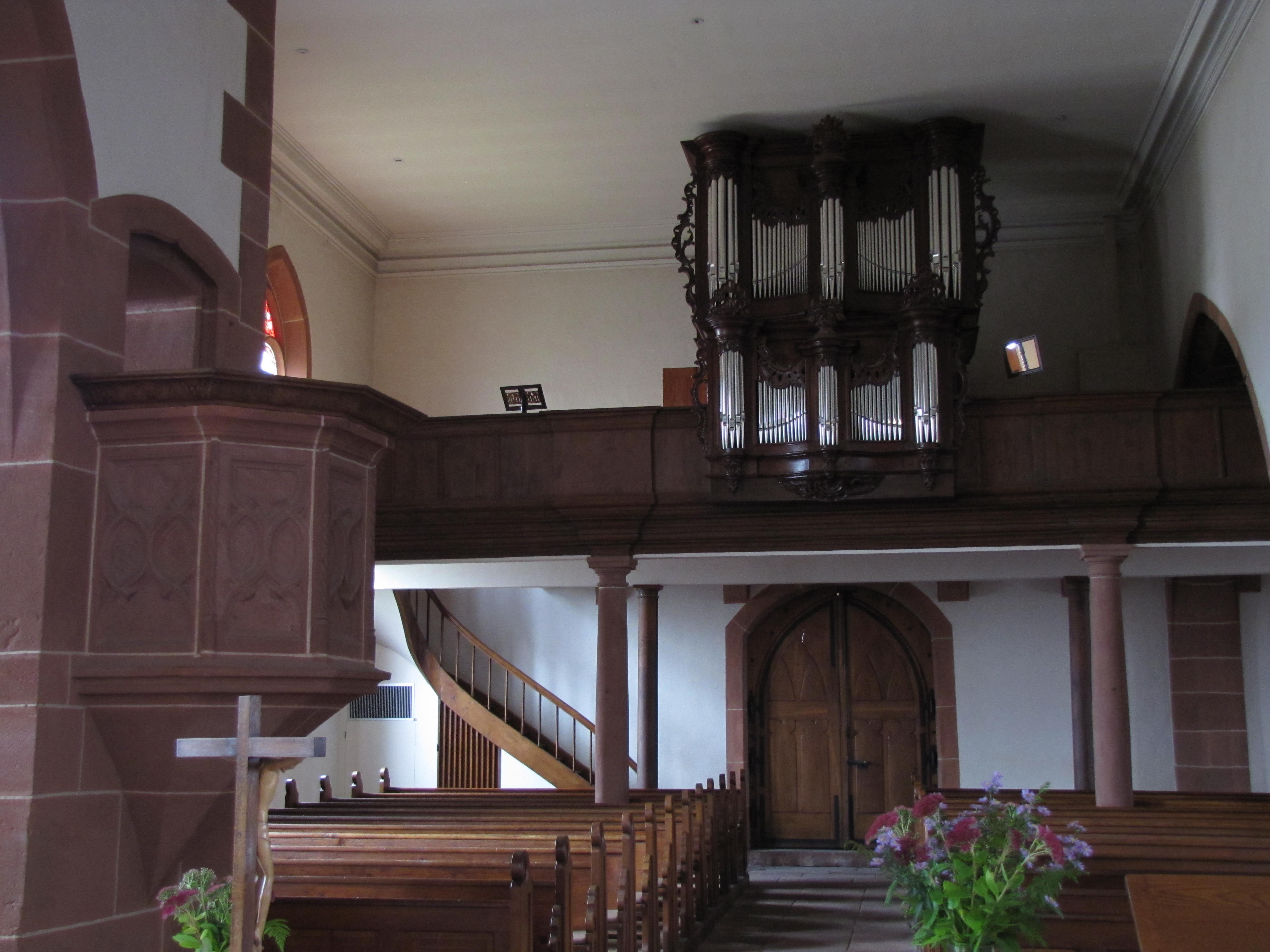
Westseite mit Orgelempore und Portal
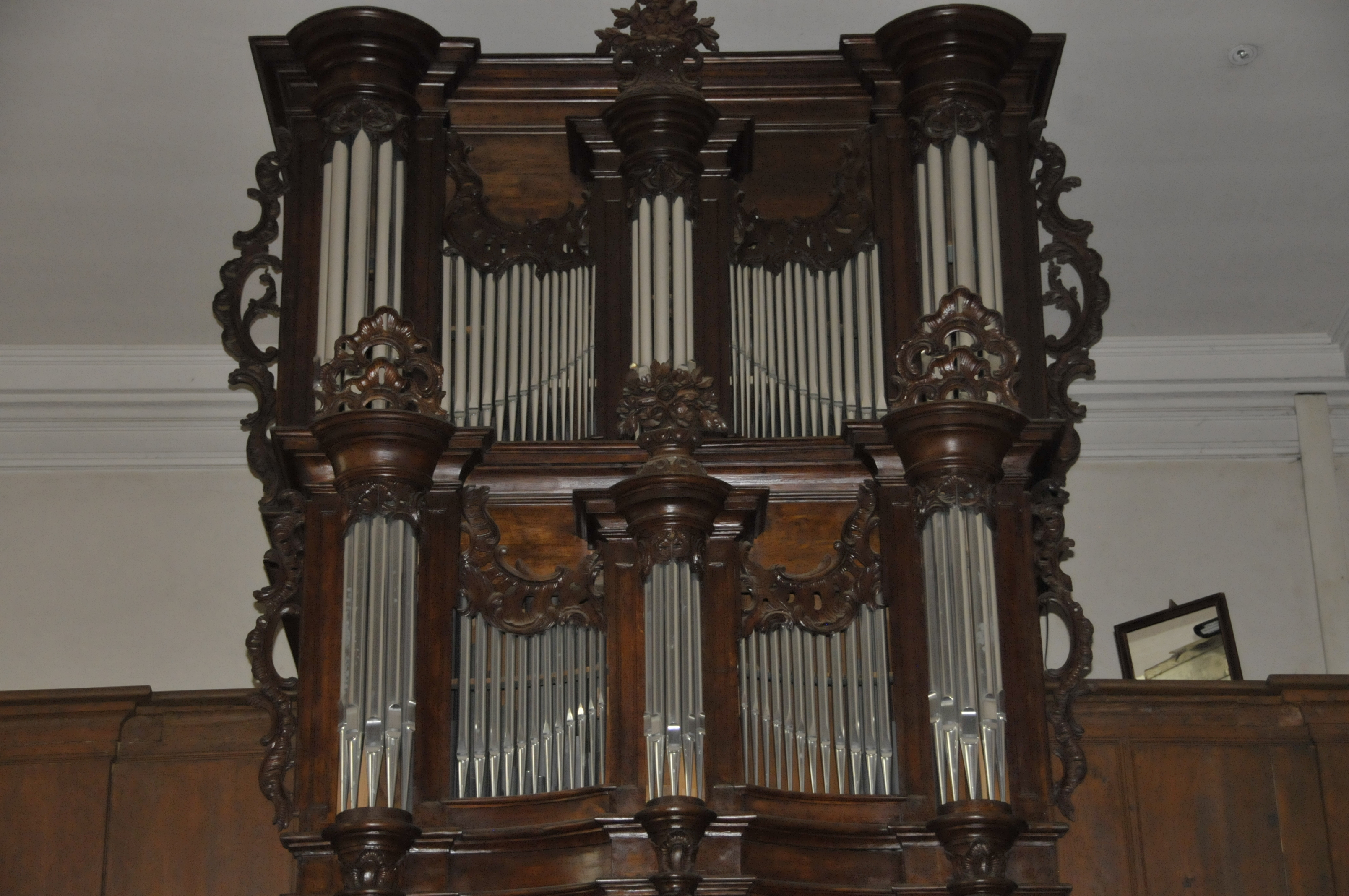
Orgel
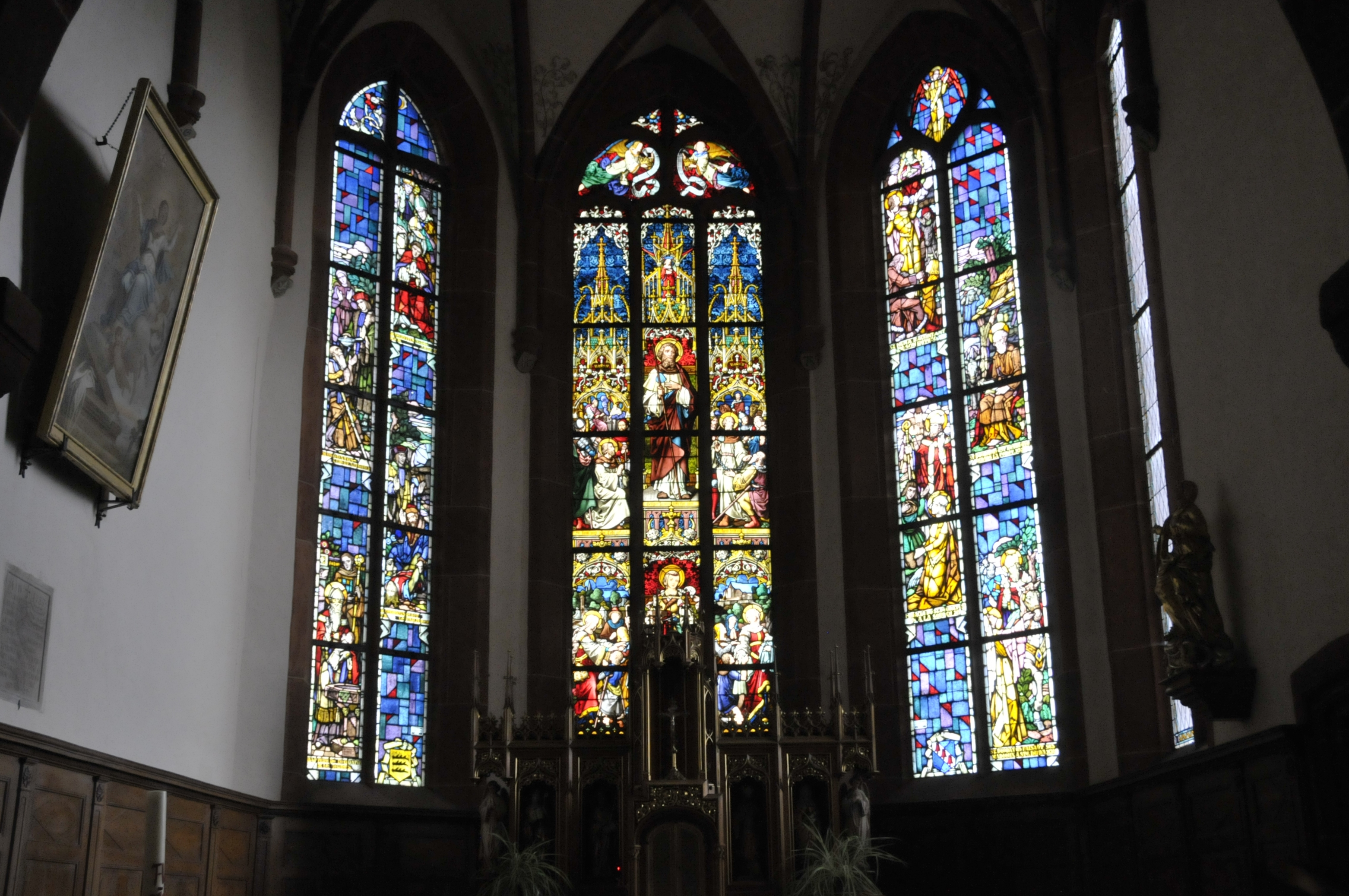
Chor mit Kirchenfenstern
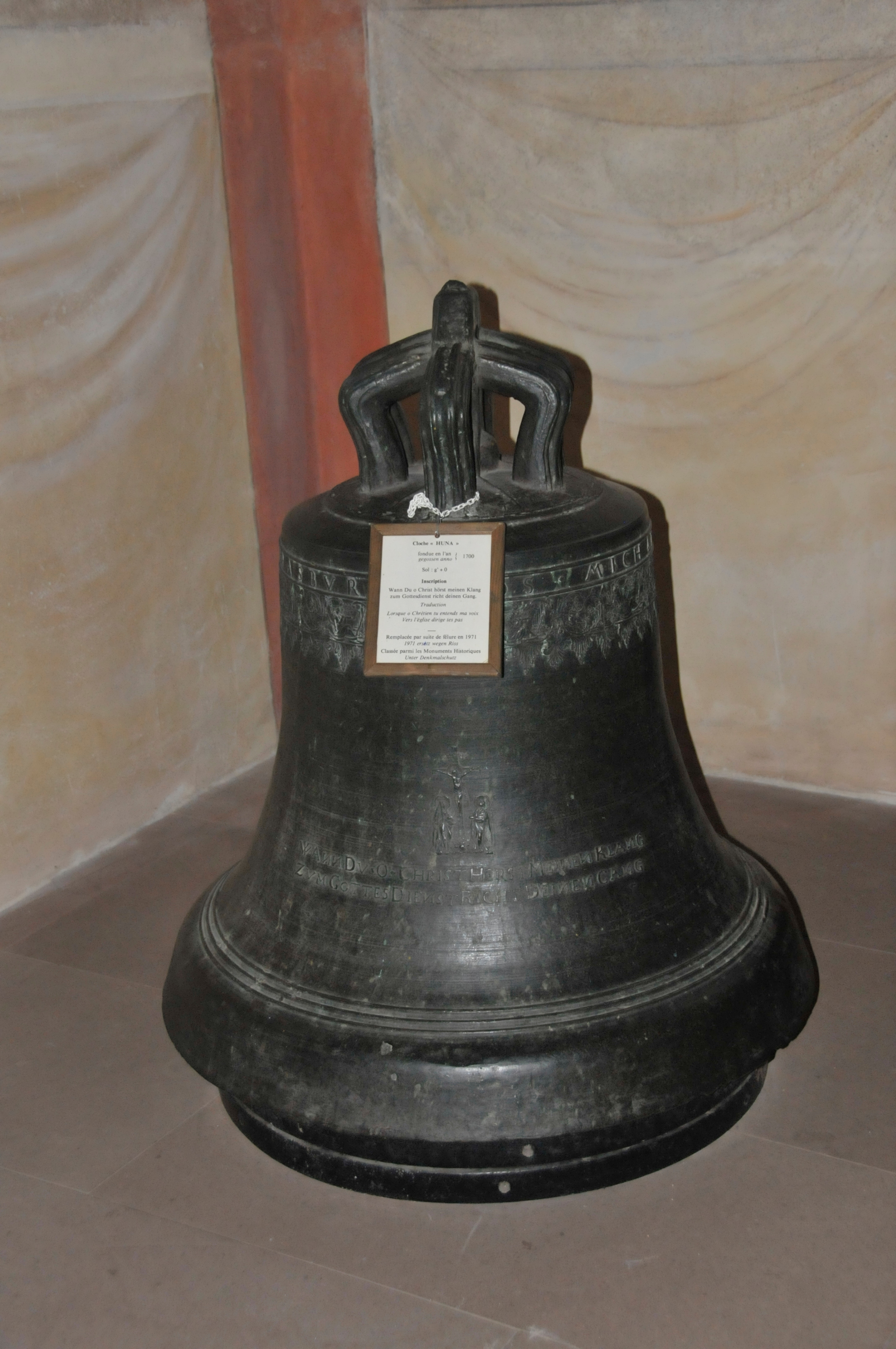
Alte Glocke am Turmboden

Am Ostende des Hauptschiffes befindet sich der Chor mit dem Hauptaltar aus dem 18. Jahrhundert und drei gotischen Kirchenfenstern. Das mittlere aus der Mitte des 19. Jahrhunderts zeigt den hl. Jakobus und die hl. Huna. Der Chor wird von einem Kreuzgewölbe überspannt, das ein feines Netzwerk enthält, das sich auf Konsolen mit Familienwappen stützt. Eine Inschrift an einem der Wappen zeigt die Jahreszahl 1524. Die Schlusssteine weisen die Wappen des Kaiserreichs auf sowie die der spanischen Herrschaften der Habsburger und der Württemberger. Eine Seitentür an der Südseite des Chors führt in die Sakristei, die Tür ist mit der Jahreszahl 1525 beschriftet. In der Krypta unter der Sakristei steht eine Kapelle mit quadratischem Grundriss. Hier lagen bis zur Reformation die Reliquien der hl. Huna, die von Papst Leo X. 1520 heiliggesprochen wurde.
Die Wände des unteren Turmgeschosses sind mit Fresken aus dem 15. Jahrhundert geschmückt, die im Jahre 1879 freigelegt wurden. Es handelt sich dabei um insgesamt 14 erstaunlich gut erhaltene Darstellungen in zwei Reihen übereinander, die das Leben des hl. Nikolaus und die Wunder nach seinem Tode beschreiben. Der Kirchturm beherbergt auf dem Boden des Erdgeschosses die älteste und größte der drei im Jahre 1700 in der Glockengießerei von Straßburg hergestellten Glocken. Da sie angerissen war, musste man sie 1970 ersetzen, bewahrte sie aber als Zeugin von drei Jahrhunderten an dieser Stelle auf. Die Glocke trägt die deutschsprachige Inschrift:
Wenn du, o Christ, hörst meinen Klang,
zum Gottesdienst richt deinen Gang.
An der Westseite des Hauptschiffes sieht man über dem alten (?) Hauptportal die Orgelempore. Das Instrument ist das Werk der beiden elsässischen Orgelbauer Louis Dubois und Jacques Besançon und wurde um 1765 fertiggestellt. Wegen eines im Jahre 1803 erfolgten Pfeifendiebstahls wurde sie von Joseph Rabiny und François Callinet erneuert und im Jahre 1900 durch Gaston Kern vollständig renoviert.

## Bilder und Beschreibung der Fresken
- Siehe auch: Die Legenden von Nikolaus

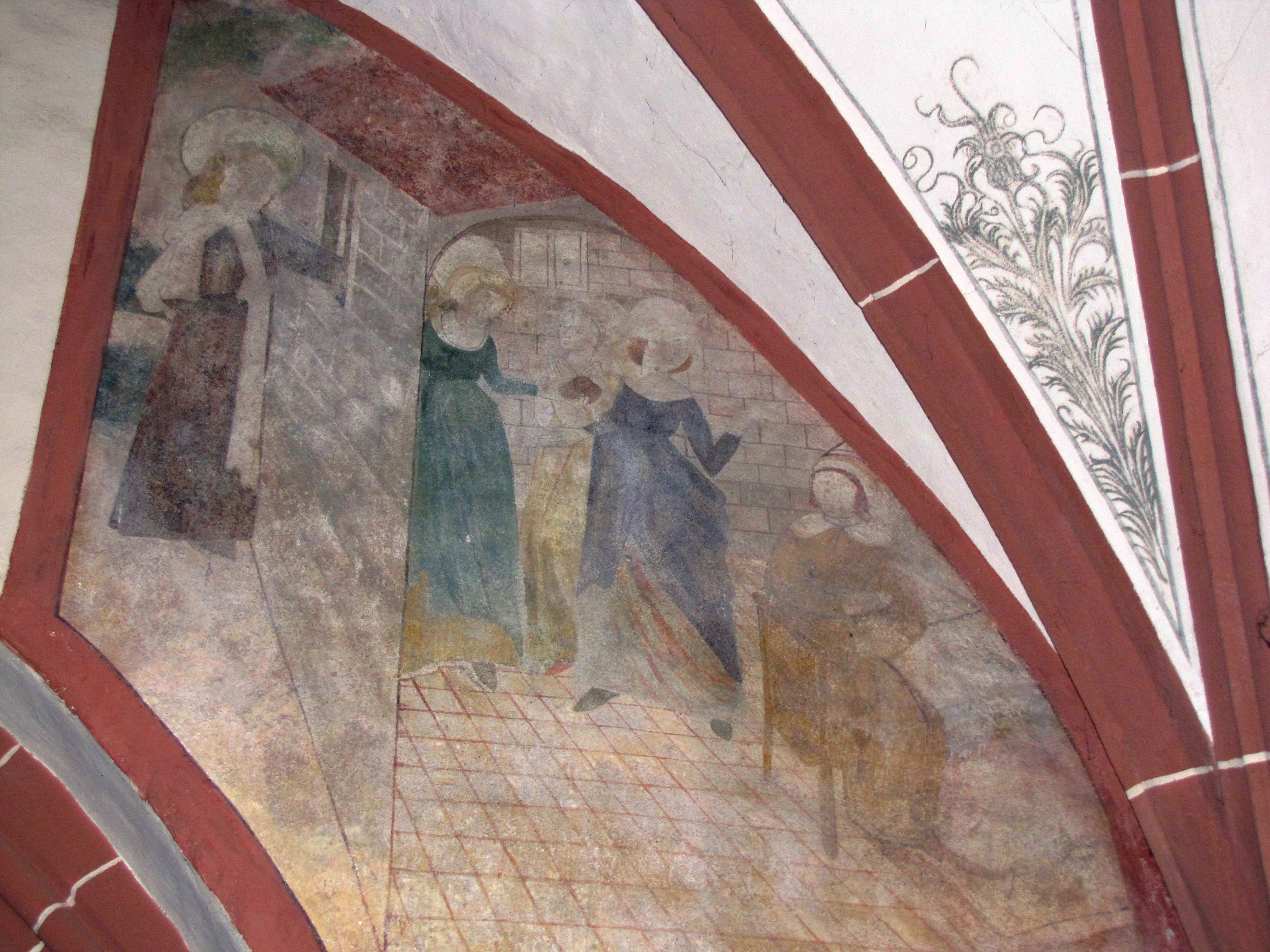
Mitgift für drei Jungfrauen, deren Vater sie zur Prostitution zwingen wollte (Ausschnitt aus nächstem Motiv)
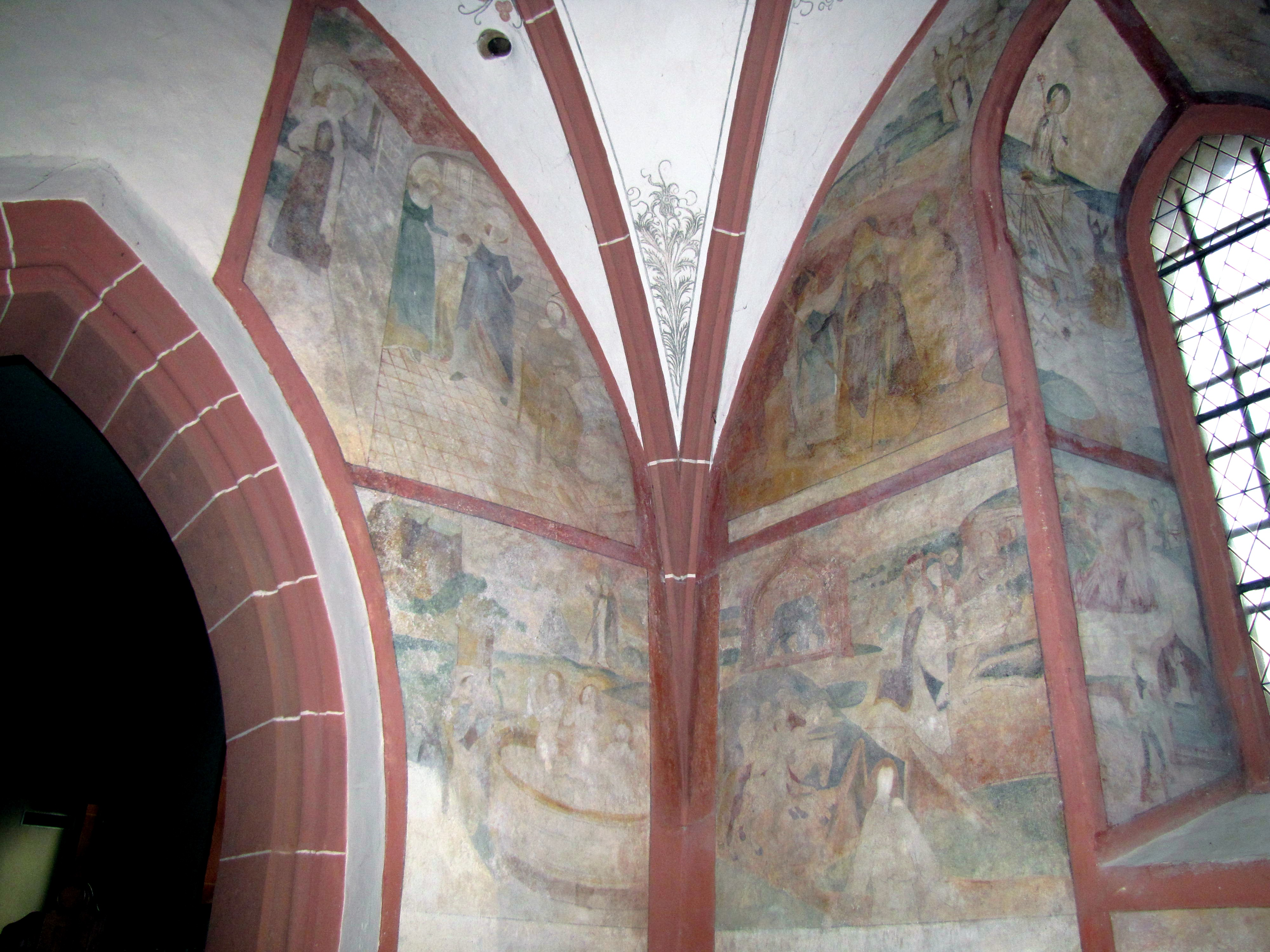
Oben li.: wie vor, Unten li.: Auferstehung der Scholaren, Unten Mi.: ungeklärt Oben Mi.: Wahl zum Bischof von Myra Oben re.: Stillung des Seesturms Unten re.: Ein durch Ritter verfolgter Raubritter kann mit Hilfe Nikolaus’ in die Donau springen
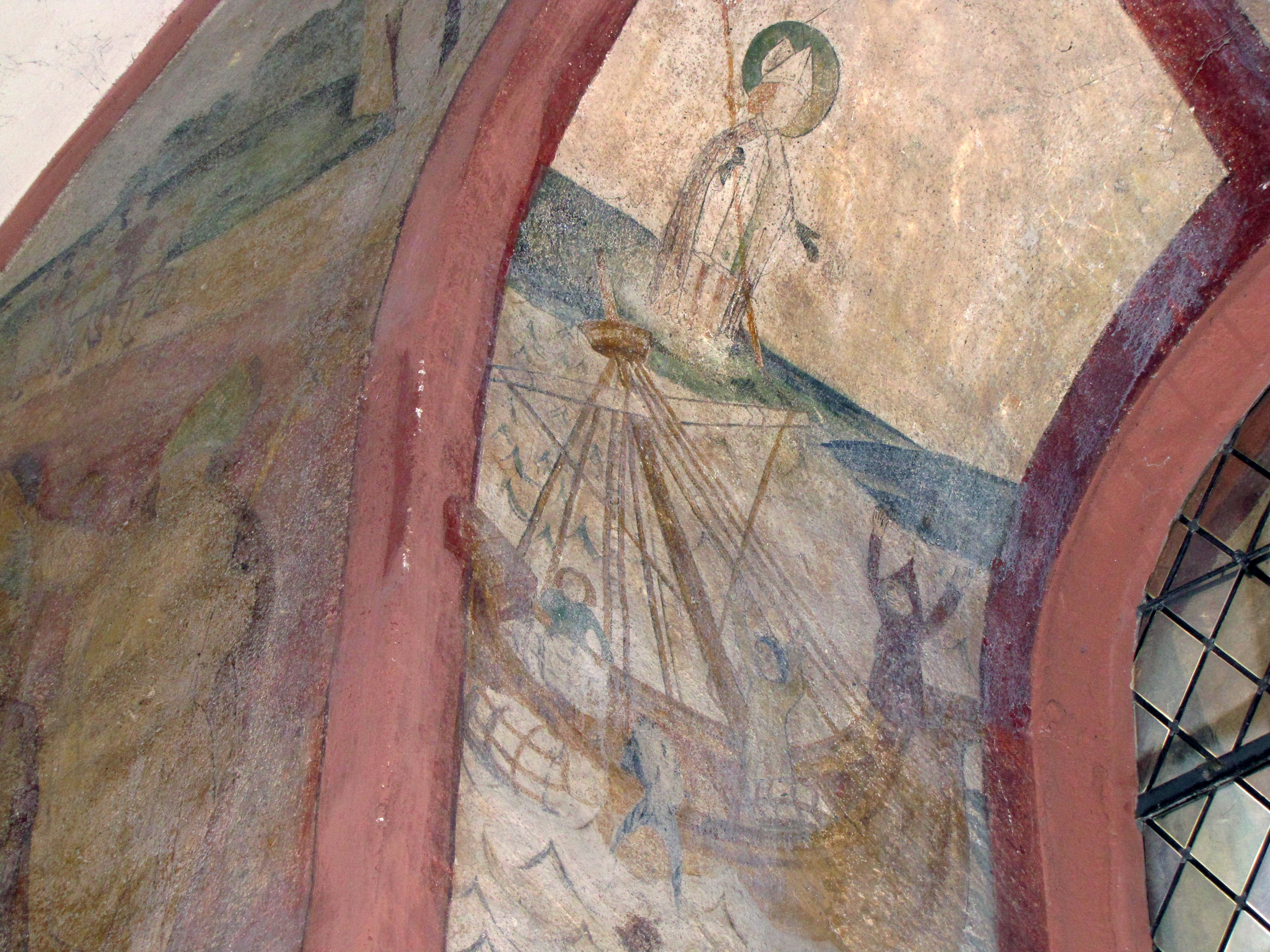
Stillung des Seesturms
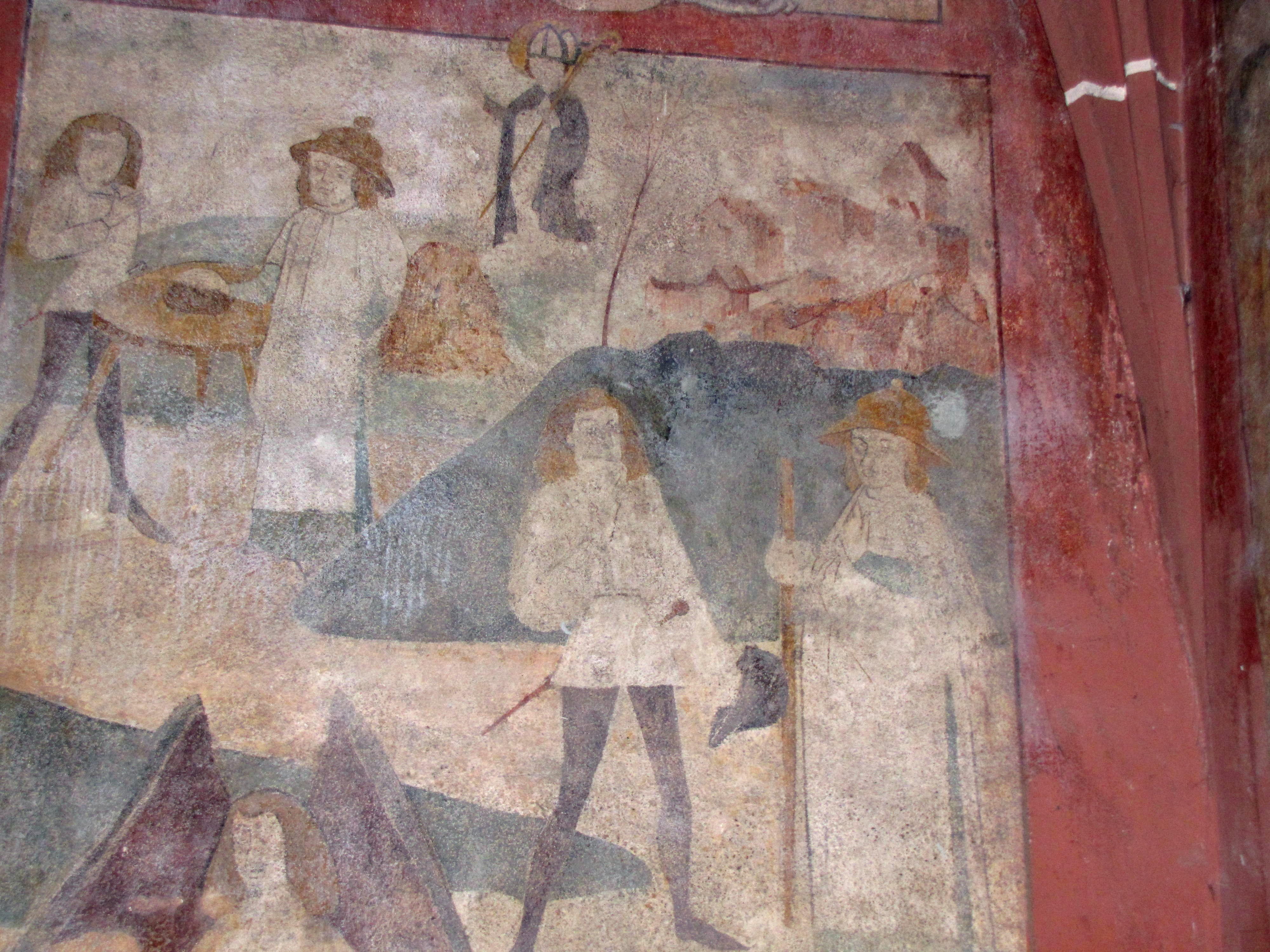
Das Geldverleihen an einen Juden
Krönung der hl. Jungfrau (oder der hl. Huna)
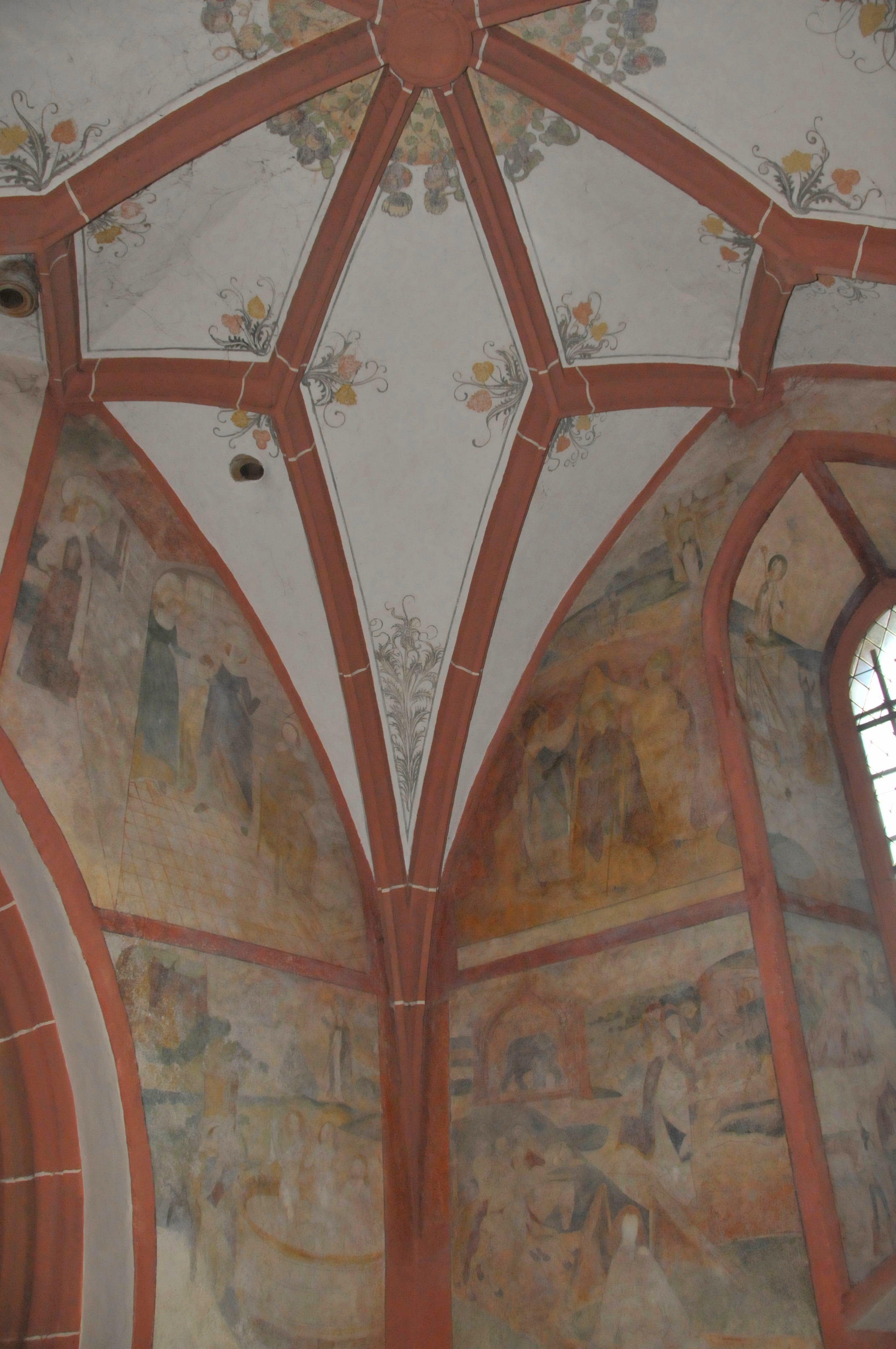
Ansicht mit Kreuzgewölbe und Fresken

- Oben li.: wie vor,
Unten li.: Auferstehung der Scholaren,
Unten Mi.: ungeklärt
Oben Mi.: Wahl zum Bischof von Myra
Oben re.: Stillung des Seesturms
Unten re.: Ein durch Ritter verfolgter Raubritter kann mit Hilfe Nikolaus’ in die Donau springen
- Stillung des Seesturms
- Das Geldverleihen an einen Juden
- Krönung der hl. Jungfrau (oder der hl. Huna)
- Ansicht mit Kreuzgewölbe und Fresken